# Censuur-piep
Een censuur-piep (Engels: bleep censor) is een vorm van censuur waarbij grof taalgebruik en vertrouwelijke informatie worden vervangen door een pieptoon (meestal een pieptoon van 1000 Hzⓘ). Deze toon wordt vooral gebruikt op televisie, radio en sociale media.

## Geschiedenis
Censuur-piep wordt sinds eind jaren negentig in de Verenigde Staten als standaard gebruikt om tv- en radioprogramma's te censureren. Het verwijdert content die niet geschikt wordt geacht voor 'familie', 'overdag', 'uitzendingen' of 'internationaal' kijken, evenals gevoelige, vertrouwelijke informatie uit veiligheidsoverwegingen. De bleep-censor is een softwaremodule die handmatig wordt bediend door een uitzendtechnicus. Een bleep gaat soms gepaard met een digitale pixelvervaging of een kader rond de mond van de spreker, in gevallen waarin de verwijderde spraak nog steeds gemakkelijk te verstaan is met liplezen.
Censuur-piep wordt vaak gebruikt in Engelstalige, Russischtalige en Japanstalige uitzendingen, en ook in voormalige Oostbloklanden zoals Polen, Hongarije, Roemenië en de Baltische staten. In Noorwegen, Zweden, Duitsland, Denemarken en Nederland wordt de censuur-piep echter niet gebruikt voor het censureren van scheldwoorden op televisie en radio, omdat mensen uit deze landen vrijer vloeken dan mensen uit Engelstalige landen.
Bij live tv-uitzendingen dempen ze het geluid liever om grof taalgebruik te censureren dan er een censuur-piep overheen te gooien. Dit was al het geval op 27 maart 2022, toen Amerikaanse televisiezenders het geluid dempten tijdens een live-uitzending van de Oscars nadat Will Smith Chris Rock een klap had gegeven en had geroepen: "Hou de naam van mijn vrouw uit jouw fucking mond!", waarop Rock antwoordde: "Will Smith heeft me net helemaal in elkaar geslagen!". Desondanks werd de volledige verbale uitwisseling tussen Smith en Rock ongecensureerd uitgezonden in andere landen zoals Japan, China, Australië en Argentinië.